# Les Roises (ruisseau)
Les Roises est un ruisseau lorrain se situant sur les départements de la Meuse et des Vosges, affluent gauche de la Meuse.

## Géographie
Les Roises prend sa source au sur la commune de Vaudeville-le-Haut.
Elle se dirige d'ouest en est en longeant la Route Départementale 19 Trampot-Autreville.
Sa longueur est de 9,8 km.

## Communes et cantons traversés
Les six communes traversées sont, dans le sens amont vers aval, Vaudeville-le-Haut (Meuse), Seraumont (Vosges), Les Roises (Meuse), Domrémy-la-Pucelle (Vosges), Greux (Vosges) et Maxey-sur-Meuse (Vosges).
L'intégralité de la Manoise se trouve dans la région Lorraine. Elle effectue des allers-retours entre les départements de la Meuse (arrondissement de Commercy) où elle prend sa source et des Vosges (arrondissement de Neufchateau) où elle conflue avec la Meuse.

## Toponyme
Les Roises a donné son hydronyme au village Les Roises.

## Culture
Les Roises traversent les bois de Domrémy-la-Pucelle, village natal de Jeanne d'Arc ainsi que le village de Greux situé à moins d'un kilomètre de celui-ci.